# Vyatcheslav Svidersky
Vyatcheslav Svidersky, né le 1er janvier 1979, est un footballeur ukrainien. Il joue au poste d'arrière droit ou stoppeur.

## Carrière

### En club
- 1997-2000 : Obolon Kiev -  Ukraine
- 1999-2000 : Dynamo Kiev -  Ukraine
- 2000-2002 : Obolon Kiev -  Ukraine
- 2002 : Alania Vladikavkaz -  Russie
- 2003 : Dynamo Moscou -   Russie
- 2004-2005 : Saturn Ramenskoïe -   Russie
- 2005-2006 : Arsenal Kiev -  Ukraine
- 2006-2007 : Chakhtior Donetsk -  Ukraine
- 2006-2007 : Tchernomorets Odessa -  Ukraine
- 2007-???? : Dniepr Dniepropetrovsk -  Ukraine
- 2009 : Tavria Simferopol -  Ukraine

### En équipe nationale
Il a eu sa première cape internationale en mars 2005 contre l'équipe du Danemark.
Svidersky participe à la coupe du monde 2006 avec l'équipe d'Ukraine.